# ANATA TO
「ANATA TO」（あなたと）は、Every Little Thingの46thシングル。2015年4月22日にavex traxより発売。

## 解説
前作「ハリネズミの恋」から2年ぶりの発売となった。今作は11thアルバム『FUN-FARE』から、過去のメナードCMソングである「Take me Tell me」と前作「ハリネズミの恋」が再収録されている。
「ANATA TO」は、「BFF」（11thアルバム『FUN-FARE』に収録）と同じくMamasGunのAndy Plattsが作曲に参加し、シングル曲では初の外国人による作曲作品であり、持田も表題曲とカップリングの2曲の作曲にも共作ではあるが参加している。持田がELTの楽曲でシングル・アルバム共に作曲に関わったのは「黄金の月」以来7年ぶりとなり、表題曲とカップリング両方を担当したのは初となる。
「ANATA TO」は最も短い「ハリネズミの恋」や「NECESSARY」と並んで演奏時間が短いシングル曲となっている。
これについて作詞をした持田は「メッセージとしては、日常で様々な人と関わる中で、何が生まれるのか？どんなやりとりをするのが正解か分からないけれど、それをいつも楽しめるのが豊かな人生なんじゃないかなって。聴いている方々が、そんなことを思い浮かべられる楽曲になればいいなと思いました」と語っている。
初回限定盤は紙ジャケット仕様で、「ANATA TO」のPVとメイキングが収録されたDVD付き。

## 収録曲
1. ANATA TO
作詞・作曲:Kaori Mochida / Andy Platts / Jodie May Seymour / Masaya Wada
メナード化粧品「フェアルーセント」CM曲（2015年）
2. いいかえれば
作詞・作曲:Kaori Mochida / Kim Sangmi / Quina Space
3. Take me Tell me
作詞：Kaori Mochida / 作曲：HIKARI / 編曲：HIKARI & Every Little Thing
メナード化粧品「フェアルーセント」CM曲（2014年）
11thアルバム『FUN-FARE』収録曲。
4. ハリネズミの恋[3:30]
作詞:Kaori Mochida / 作曲:Kunio Tago / 編曲:Akira Murata / Every Little Thing
メナード化粧品「フェアルーセント」CM曲（2013年）
前作シングル。

## 収録アルバム
ANATA TO
- 『Tabitabi』

いいかえれば
- 『Tabitabi』

Take me Tell me
- 『FUN-FARE』

ハリネズミの恋
- 『FUN-FARE』
- 『Every Best Single 2 〜MORE COMPLETE〜』